# James Whitney
Pour les articles homonymes, voir Whitney.
James Pliny Whitney (né le 2 octobre 1843 et mort le 25 septembre 1914) est un avocat et homme politique canadien.

## Biographie

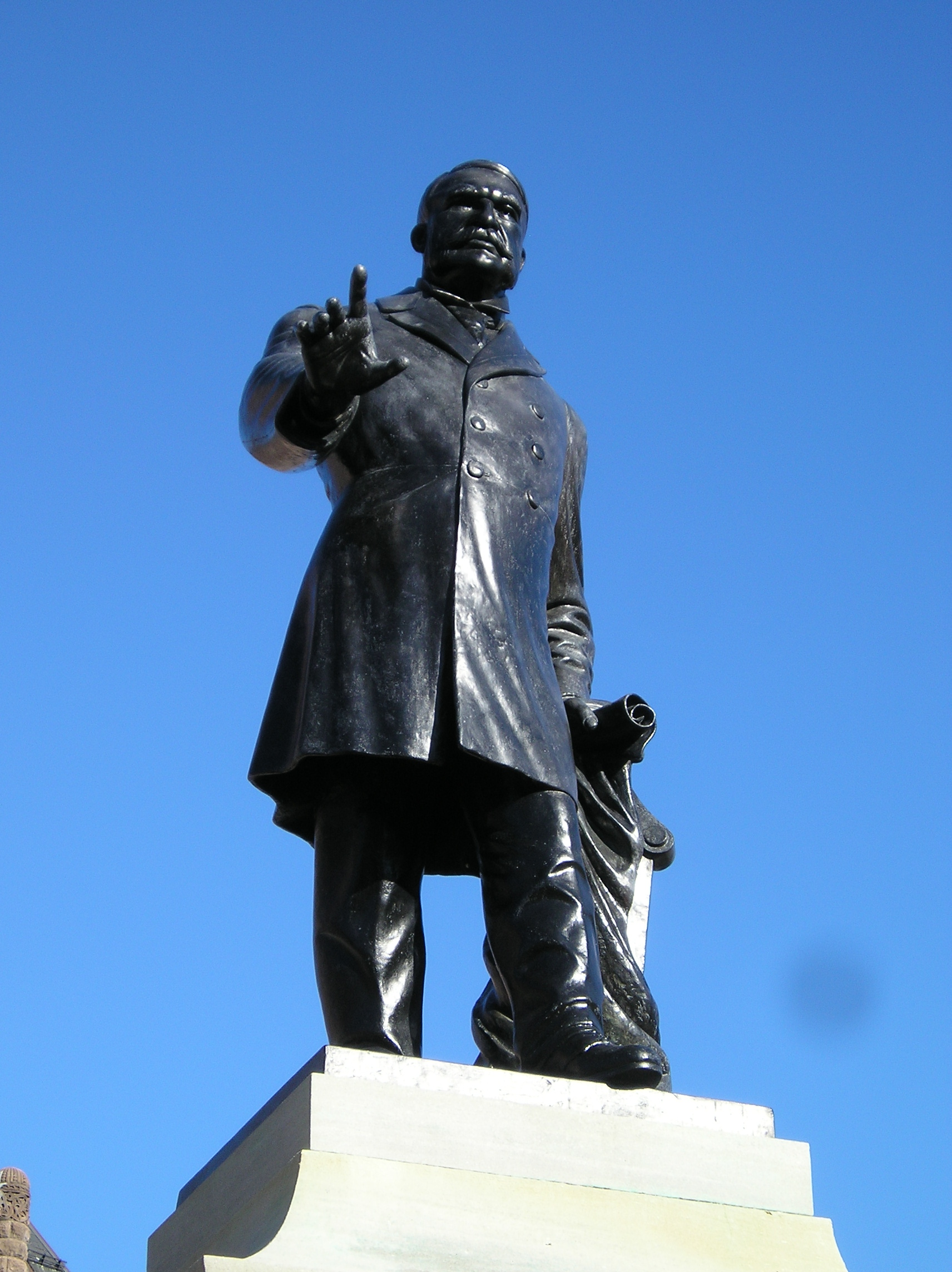
Statue de sir James Whitney à Queen's Park, Toronto.

Avocat dans l'est de l'Ontario, il est devenu un homme politique dans la province canadienne de l'Ontario. Il est le député conservateur du comté de Dundas de 1888 à 1914. Il est devenu le premier ministre de l'Ontario du 8 février 1905 au 25 septembre 1914, date à laquelle il est décédé dans l'exercice de ses fonctions. Il est le seul premier ministre de l'histoire de l'Ontario à mourir en fonction.